# Bissau
Bissau, oficialmente denominada Sector Autónomo de Bissau, é um sector autónomo e a capital e maior cidade da Guiné-Bissau, localizada no estuário do rio Geba, na costa atlântica.
Surgida como um aldeamento de povos caçadores e agricultores, sua colonização começou a dar-se a partir do século XVII, quando cumpriu importante papel histórico na região, como centro de comércio e porto fortificado. Embora a Guiné Portuguesa fosse administrativamente dependente de Cabo Verde, a localidade exerceu o papel de sua capital. No século XX torna-se a capital da colónia, até a independência da Guiné-Bissau, quando coube-lhe ser a região mais desenvolvida e segura da nação, enquanto o país ainda mergulhava em conflitos e crises.
Centro econômico da nação, Bissau concentra uma gama diversa de serviços financeiros, turísticos, educacionais e de saúde, factor possível graças à sua centralidade e à sua infraestrutura, que conta um grande porto (o maior guineense), além das ligações aeroportuárias e rodoviárias, constituído-se também como o centro político-administrativo e militar do país.
É em Bissau também que encontra-se a miscelânea étnica da nação, sendo considerada uma cidade cosmopolita, onde há interação cultural entre as diversas matizes da Guiné-Bissau.

## Etimologia
O termo Bissau viria do nome Itchassu (depois N'nssassu e Bôssassum), que significa "bravo como a onça", possivelmente numa referência ao perfil guerreiro dos habitantes da ilha de Bissau, mimetizando o leopardo-africano, um grande felino predador, conhecido no país como "onça-africana". Com o passar do tempo Bôssassum passou a ser escrito como Bissão (ou "São José de Bissão"), Bissao e por fim "Bissau".
Bôssassu (ou Itchassu) foi o nome dado ao sobrinho do rei Mecau — primeiro soberano da ilha de Bissau —, filho da sua irmã Pungenhum. Bôssassu formou o clã principal dos povos papéis e do Reino de Bissau, o principal dos Estados pré-coloniais da ilha de Bissau. Os bôssassum eram os reis e fidalgos (djagras) do Reino de Bissau.

## História
A região de Bissau esteve sob constante contacto com humanos desde tempos imemoriais, porém sem registro de povoação até antes do século XIII, quando um grupo de indivíduos caçadores-coletores, com conhecimento também em práticas agrícolas, habitantes da margem oposta do rio Geba, decidiu ali fixar-se.
A partir de então as populações organizaram-se em reinos e régulos até a vinda do elemento colonizador, que fortificou e ordenou o povoamento da cidade até meados do século XX, quando coube-lhe ser a capital nacional da Guiné-Bissau independente.

### Povoamento
A ocupação e povoação da região começou entre os séculos XIII e XIV por inciativa de um homem chamado Mecau (ou M'nkau), príncipe do reino Quinara. Em busca de locais de caça, o príncipe Mecau descobriu a ilha de Bissau, território que o agradou muito por parecer uma área fértil e propícia à caça. Mecau voltou ao seu reino, despediu-se de seu pai, e partiu com suas seis esposas para a ilha. Posteriormente Mecau foi convidando outros sujeitos de Quinara para a ilha, inclusive trazendo sua irmã grávida, formando tanto o grupo étnico papel, como o Reino de Bissau.
Da irmã de Mecau, a princesa Pungenhum, nasceu Itchassu, descendente que formou o clã dos bôssassum (ou bissassu-nanque-ié), que eram os reis, fidalgos e nobres entre os povos papéis. Outras três esposas de Mecau deram-lhe descendentes que viriam formar a estrutura populacional dos primeiros séculos do actual Sector Autónomo, a saber: a esposa Intsoma foi mãe do clã dos bijocomos (ou bidjokumó), que formaram o aldeamento do Alto Crim (actualmente bairro de Bissau); a esposa Kliker foi mãe do clã dos boígas (ou iga), que formaram o aldeamento de Calequir (actualmente bairro de Bissau), e; a esposa Intende foi mãe do clã dos bôssuẑus (ou bitsutu), que formaram o aldeamento de Mindara (actualmente bairro de Bissau). O clã dos bôssós (ou bitsó), filhos da esposa Malá, chegaram a fundar o aldeamento e actual bairro de Bandim, mas depois rumaram para as terras da região de Biombo.

### Reino de Bissau
Mecau foi o primeiro soberano do reino de Bissau, passando sua autoridade real a Itchassu (ou Bôssassu), o seu sobrinho. Nos primeiros anos o reino pareceu ter forte contacto político, econômico e religioso com os beafadas, a etnia do reino Quinara. Havia também contactos da mesma natureza com os manjacos e brames-mancanhas, povos que inclusive têm afinidade linguística com os papéis.
A princípio todos os aldeamentos estavam sob a autoridade do reino de Bissau, contudo as diversas lutas pela sucessão do trono fizeram com que surgissem vários pequenos reinos na ilha de Bissau, todos estados vassalos do reino de Bissau, sendo: Reino de Antula, Reino de Prábis, Reino de Safim, Reino de Bigimita, Reino de Tôr e Reino de Biombo.

### Contactos e colonização lusitana

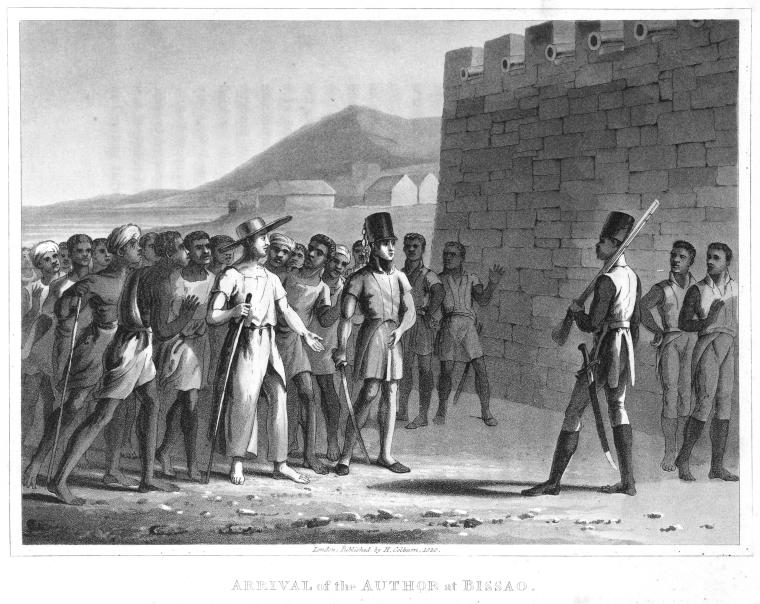
Ilustração da visita a Bissau, como parte da expedição francesa capitaneada por Gaspard Théodore Mollien, realizada em 1818; a expedição demonstrava um claro interesse francês pela Guiné-Bissau.

O contacto dos europeus com as povoações de Bissau iniciou-se ainda em 1687, quando o rei (ou régulo) de Bissau Bacampolo-Có concordou com as propostas do Império Português em construir ali uma fortificação (1ª vez), a Fortaleza de Nossa Senhora da Conceição, estrutura que serviria de suporte ao entreposto comercial dos portugueses. Em 1690 já eram inaugurados o Hospício de Bissau (actual Hospital Nacional Simão Mendes) e a capela de Bissau.
O organismo colonial de jure, a capitania de Bissau (predecessora legal do Sector Autónomo; ainda subordinada a Cacheu e Cabo Verde), só foi criado em 15 de março de 1692; porém a colonização de facto só foi iniciar-se em 1696, quando começou a ser edificada a fortaleza (2ª vez) pela Companhia de Cacheu e Cabo Verde, sob o comando do capitão-mor José Pinheiro da Câmara.
Bacampolo-Có era um rei muito amigável aos europeus, tendo sido o primeiro a converter-se ao cristianismo. Porém, sua morte, em fevereiro de 1696, acendeu uma disputa entre Incinha Té e Torô Có, dois pretendentes à sucessão do trono do reino de Bissau, sendo que o primeiro torna-se régulo em dezembro do mesmo ano.
Entre dezembro de 1697 e fevereiro de 1698 explode a primeira grande revolta dos povos papéis contra os portugueses, por considerar ingerente sua regulação do comércio. As forças de Incinha Té cercam a fortaleza de Bissau, prendem e matam o capitão-mor português. Os papéis, além disso, destroem o hospício e a capela, que viram ser reconstruído somente muitos anos depois.
Além da hostilidade crescente dos povos papéis contra portugueses, franceses e ingleses, em 1703 a companhia responsável pela construção da fortaleza não teve seu contrato de exploração de escravos renovado pela coroa portuguesa, o que conduziu ao acumular de prejuízos e ao abandono (e extinção) da Capitania de Bissau, em dezembro de 1707; os alicerces da fortaleza são destruídos pelo reino de Bissau e ficam em ruínas.
O reino de Bissau permaneceu hostil aos portugueses até a morte de Incinha Té, em 1746, com a administração lusitana ficando em Cacheu entre 1707 e 1753. Após a morte de Incinha Té, ordenou-se um expedição portuguesa para reocupar o entreposto e reerguer a fortaleza, aportando em Bissau em 9 de fevereiro de 1753. O rei de Bissau Palan Cá conduziu a batalha de Bissau, contra os portugueses, tendo perdido o conflito já no dia 17 de fevereiro, sendo obrigado a assinar um acordo de paz que permitia a reconstrução da fortaleza da Amura (3ª vez). Em novembro Portugal ordenava a restauração legal da capitania de Bissau.
Em 1761 um relatório acusava que a fortaleza da Amura estava muito degradada, expondo a guarnição local ao risco de ataques bélicos. Assim, em 1765, José I de Portugal ordena que navios da Companhia Geral de Comércio do Grão-Pará e Maranhão sigam rumo a Bissau para reformar a fortaleza. A obra seria concluída em 26 de dezembro de 1766, data geralmente aceita como a inauguração definitiva da fortaleza da Amura (4ª vez; na época chamada de "Praça de São José" em homenagem ao rei que a concluiu), marcando o início da evolução de Bissau na condição de vilarejo, quando ganha um novo hospício (que também passa a servir como Casa de Saúde e Convalescênça), uma missão-convento e uma capela.

### Período das rebeliões
Após a conclusão da fortaleza da Amura (1766), os portugueses defrontaram-se com muitas rebeliões nativas e sublevações de soldados, algumas das quais teve rápido êxito ao controlar, enquanto que outras somente após negociações diplomáticas conseguiu debelar o conflito.
A primeira das grandes rebeliões se deu entre 29 de novembro de 1794 e 18 de julho de 1795, com os reinos papéis mantendo, durante oito meses, um cerco à fortaleza da Amura; neste mesmo ano os soldados portugueses sublevam-se pela primeira vez, alegando cansaço do cerco, obrigando o capitão-mor de Bissau a fugir. Os soldados solicitam paz aos papéis. Outra sublevação viria a ocorrer em 1803, quando o capitão-mor de Bissau morre depois de ser envenenado pelos soldados.
Em 1811 três aquartelamentos ocorrem, sendo: o primeiro devido ao atraso dos soldos (abril); o segundo pelo mesmo motivo (junho), e; o terceiro (possivelmente julho), onde o capitão-mor de Bissau foi preso por se recusar a permitir a escravatura e o contrabando. Formou-se um triunvirato para o substituir.
Já em 1825 mais uma vez os soldados impõem uma sublevação em Bissau, onde o capitão-mor necessitou do auxílio a uma fragata britânica e de reforços da guarnição de Geba (actual Bafatá). Em dezembro de 1835 ocorre uma nova sublevação dos soldados, obrigando o governador de Bissau pedir auxílio aos rivais franceses, por temer um ataque dos papéis.

### Capital da capitania e da Guiné
Em 30 de março de 1834 pela primeira vez Bissau passa a ser a sede do governo colonial, recebendo o nome de "São José de Bissau", embora ainda subordinado ao governo-geral de Cabo Verde. O ato de instalação viria ocorrer somente em 13 de março de 1837, quando Honório Barreto assume a governadoria interina da Guiné (em 23 de maio torna-se governador efetivo).
Barreto consegue costurar um tratado de paz com o régulo Ondoto, do reino de de Bissau, em 25 de dezembro de 1837, e; em 21 de novembro de 1838 Barreto celebra com Ondoto a aquisição do ilhéu do Rei, que serviria como um refúgio aos portugueses em caso de sublevação ou revoltas.
Entre 1839 e 1840 ocorre uma enorme sublevação dos soldados da fortaleza da Amura, com a edificação ficando fortemente danificada após uma explosão ocorrida em 18 de outubro de 1840.
Esse conflito reduz o poder de influência de Bissau, que perderia a condição de capital da Guiné para Cacheu em 1842, embora continuasse sede da capitania de Bissau; nesse ano coincidiria o início das revoltas dos grumetes, com a primeira ocorrendo entre novembro de 1842 e janeiro de 1843.
Em 11 de setembro de 1844 inicia-se a primeira guerra da ilha de Bissau, opondo os portugueses aos papéis e grumetes, obrigando o capitão-mor de Bissau a pedir auxílio, em 18 de setembro, aos governadores de Cabo Verde, Gâmbia (britânicos) e Goreia (franceses). Os franceses enviam a corveta Églantine em 4 de outubro, permitindo o ataque conjunto de portugueses e franceses aos grumetes encastelados no actual bairro de Bandim. Aproveitando o recuo dos grumetes, os portugueses iniciam a construção de uma paliçada, para proteger o vilarejo de Bissau contra o ataque das forças unidas da ilha de Bissau. Com a chegada do brigue britânico Alert, em 13 de outubro, os franceses retiram-se do conflito, que é controlado em 25 de outubro, com os britânicos zarpando no dia seguinte. O capitão-mor Honório Barreto consegue um cessar-fogo entre os portugueses e os papéis em 26 de outubro, que é quebrado por suspeita de traição diante da vinda da corveta estadunidense Preble. A guerra reacende-se em 5 de novembro, forçando a corveta estadunidense a se retirar em 23 de novembro. Em 5 de dezembro os portugueses recebem reforços de Cabo Verde, que juntos debelam o conflito, forçando os papéis a assinar um tratado de paz. Os grumetes, porém, fogem e refugiam-se no pequeno ilhéu de Bandim, onde continuam a luta a partir de 29 de dezembro.
Em 5 de janeiro de 1845 os navios franceses Grenedier e Zebre, além dos portugueses brigue Vouga e a escuna Cabo Verde, atacam os grumetes. Os grumetes, vendo-se em uma situação extremamente difícil, pedem que Sangu, rei de Bissau, aja como diplomata diante dos portugueses para um tratado de paz. Mesmo em negociação de paz, os grumetes fazem içar, em 30 de abril de 1845, uma bandeira francesa em Bandim, no intuito de provocar um conflito entre Portugal e a França. Após esse episódio explode a segunda etapa da primeira guerra da ilha de Bissau, onde os reinos papéis partem para a pirataria e praticam saques contra os comerciantes portugueses. As forças unidas da ilha de Bissau conseguem destruir uma parte da paliçada em maio, forçando cerco a Bissau. O cerco só foi vencido após o retorno, em 7 de agosto, do brigue Vouga, que começa imediatamente a bombardear as forças unidas. O bombardeio força os grumetes e papéis a assinar um tratado de paz.
Em 1853 Honório Barreto atua como representante de Bissau numa arbitragem entre os grumetes do ilhéu de Bandim e o régulo do reino de Bandim, numa tentativa de pacificar os últimos insatisfeitos e desocupar o ilhéu, movendo todos para o actual bairro. A grande capacidade de Barreto na diplomacia faz com que Bissau volte a ser capital colonial de toda Guiné (março), além de acumular a sede da capitania. Neste mesmo ano, em julho, a cidade sofreria com mais uma sublevação dos soldados, rapidamente debelada. Em 1854 o governador-geral Barreto ordena a construção de uma muralha em tijolo, para substituir a paliçada, unindo Amura ao forte de Pidjiguiti.

### Segunda metade do século XIX: elevação a vila
Em 1855, foi criada em Bissau uma comissão administrativa, e o pequeno vilarejo veio a ser elevado ao estatuto de vila em 29 de abril de 1858, mais apropriado para uma capital. Isso contribuiu para o seu desenvolvimento urbano, pois afirmava sua importância económica para a colónia já no século XIX. O governador-geral Barreto morre em 1859, facto que comove as populações da ilha, recebendo grandes honras em seu funeral.
Em 1867 e 1868 Bissau viria ser acometida, respectivamente, por epidemias de varíola e febre-amarela. Também é em 1868 que é divulgado o primeiro balanço demográfico oficial da cidade acusando 573 pessoas residentes, das quais 391 mestiços luso-guineenses, 166 cabo-verdianos e 16 portugueses.
Em 1 de dezembro de 1869 o sistema das capitanias é substituído por uma nova divisão administrativa para o que seria a partir de então a Guiné Portuguesa, ocorrendo a criação de dois distritos e quatro concelhos: Cacheu, Buba, Bissau e Bolama. Os dois primeiros concelhos seriam parte do distrito de Cacheu (substituto da Capitania de Cacheu) e os dois últimos do distrito de Bissau (actual Sector Autónomo; substituto da Capitania de Bissau).

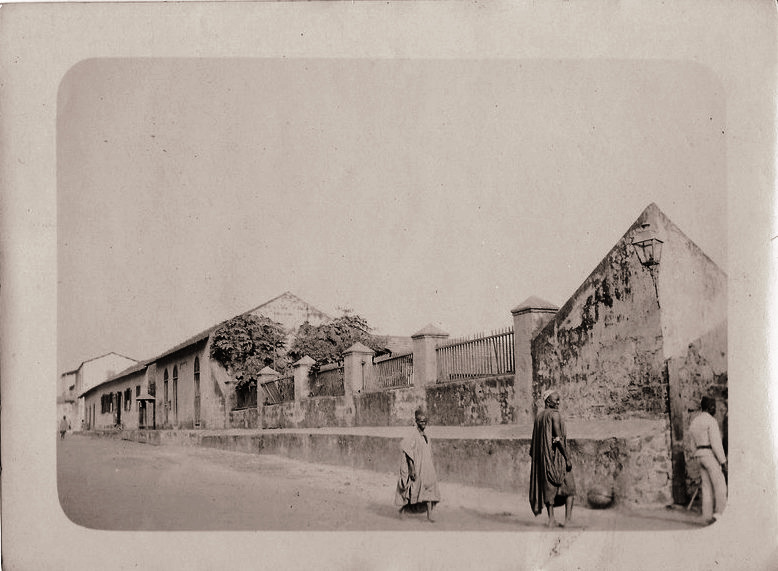
Casas da rua de São José, na região da Alfândega, em Bissau, na década de 1890.

A partir de 6 de agosto de 1872 as ruas de Bissau começam a ser iluminadas à noite com candeeiros a petróleo, e; somente em 5 de setembro de 1873 uma canhoneira, a Tejo, com 74 soldados e oficiais, passou a ser destinada à guarnição fixa do porto de Bissau.
Porém atentos ao processo de arbitragem (1870) que cedeu definitivamente a cidade de Bolama para a Guiné Portuguesa, foi proclamada, em 1879, a autonomia da Guiné em relação a Cabo Verde. Num ato estratégico de defesa do arquipélago dos Bijagós, o governo português pretere Bissau e transfere a capital colonial para Bolama em 5 de setembro do mesmo ano.
Entre junho e outubro de 1890 explode a guerra dos papéis, que opôs os papéis dos reinos Antula e Intim; os primeiros auxiliados pelos balantas de Cuntanga e Nhacra, enquanto que os segundos pelos grumetes de Bissau.
Em fevereiro de 1891 inicia-se a segunda guerra da ilha de Bissau, opondo os portugueses às forças unidas de papéis e grumetes. O conflito iniciou-se com o ataque das forças unidas contra as fortificações de Bissau. Em 3 de março os portugueses acabam declarando estado de guerra e sítio diante da união de todos os reinos da ilha, principalmente na figura dos reinos de Intim (ou Alto Crim), Bandim, Safim, Bor e Enterramento. Na primeira grande batalha, os portugueses sofreram severa derrota, sendo mortos 5 oficiais e 120 soldados, em 9 de março. Reforços navais chegam em 19 de março, contando também com numerosas unidades de soldados mandingas. Ainda assim, outra coluna lusitana, com 46 militares, é morta, em abril de 1891, pelas forças unidas durante a batalha do Alto de Intim. Pequenas escaramuças ocorrem até que, em 6 de fevereiro de 1892, chega-se a um acordo de cessar-fogo entre portugueses e papéis, continuando ainda as hostilidades entre portugueses e grumetes. Grandes batalhas ocorrem durante todo o mês de dezembro de 1892 entre as forças unidas — com o apoio de balantas de Nhacra e Cuntanga — e os portugueses. Em 1894 os portugueses lançam um ataque a Bandim, desmontando as colunas dos grumetes, com artilharia de terra e mar. O conflito continua contra os papéis, que respondem à derrota de seus aliados com um forte ataque à Bissau em 9 de janeiro do mesmo ano. Em abril, após a formação de um contingente militar misto de soldados angolanos e cabo-verdianos, contando com vários contingentes militares nativos, as forças de Bissau empurram os papéis até Intim, não conseguindo passar da localidade, mas efetivamente imobilizando-os em maio. Em 22 de julho de 1894 os portugueses assinam um tratado de paz com os papéis, encerrando a guerra.

### Primeira metade do século XX: elevação a cidade

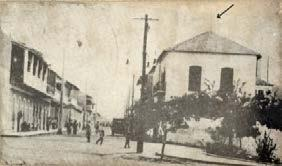
Edifício do Banco Nacional Ultramarino (direito), em Bissau, no ato de sua instalação, em 1917.

Por intermédio de um diploma real de 1906, o território guineense foi dividido num concelho (Bolama) e seis residências: Bissau, Cacheu, Farim, Geba, Cacine e Buba. Bissau continuava como capital do distrito de Bissau, a entidade legal predecessora do Sector Autónomo, porém perdeu mais da metade de suas terras para a formação dos distritos de Bolama, Cacine (actual Tombali) e Quinará.
Em maio de 1908 explode a terceira guerra da ilha de Bissau (ou 1ª Campanha de Pacificação e Ocupação da Ilha de Bissau), quando os portugueses empreendem o ataque a Intim e Bandim; este último viria ser o definitivo ataque a Bandim, destruindo a resistência tenaz dos grumetes (efetivamente Bandim passa a ser parte da cidade de Bissau). Outra coluna lusitana ataca Cuntum, onde destrói 400 casas, em 5 de maio, anexando também esta região à cidade. Conseguindo apoio dos balantas da região do canal do Impernal, os papéis atacam a coluna portuguesa, fazendo-a recuar até os muros cidadela bissauense em 12 de abril. Pequenas escaramuças continuam até que, em 14 de agosto de 1809, os papéis, já enfraquecidos, oferecem paz aos portugueses.
Em 4 de agosto de 1913 Bissau recebe o título de cidade, recuperando assim o estatuto de conselho que havia sido perdido por diploma real seis anos antes; como efeito, a cidade ganha um plano de urbanização. O estatuto de cidade é o mais próprio para capitais de subdivisões de primeiro nível.
Entre junho e julho de 1915 é levada a cabo o massacre da ilha de Bissau (ou 2ª Campanha de Pacificação e Ocupação da Ilha de Bissau), pela coluna militar de João Teixeira Pinto, contra os papéis. Sua coluna tinha 1500 soldados e era chefiada por nativos. Diferentemente das outras ocasiões, os papéis não conseguiram oferecer resistência organizada. Os portugueses empreenderam um enorme massacre e pilhagem das povoações de toda ilha, marchando até a ponta do Biombo. Os reinos da ilha são totalmente subjugados e desmantelados. A escolha dos líderes tradicionais (os reis ou régulos) passaria a ser avalizada pelas autoridades coloniais portuguesas. Vários postos administrativos e militares são espalhados pela ilha, que ainda é toda administrada pelo distrito de Bissau.
Em 1921 as entradas e saídas da cidade são embargadas devido a detecção de vários casos de peste bubónica.
Na década de 1930 Bissau ganha dois equipamentos sociais importantíssimos: o primeiro é a eletrificação gerada por motores, com iluminação pública por energia eléctrica, inaugurados em 17 de março de 1930, e; o início da construção da Catedral de Bissau, em 1935 (facto que permitiu a ereção da Diocese de Bissau, em 1940).
Em 29 de abril de 1941 é devolvido a Bissau o título de capital colonial, e; em 6 de fevereiro de 1948, já como capital da Guiné Portuguesa e do Distrito de Bissau, a cidade alcançou a mais alta distinção, instalando-se a câmara municipal.

### Segunda metade do século XX: guerras

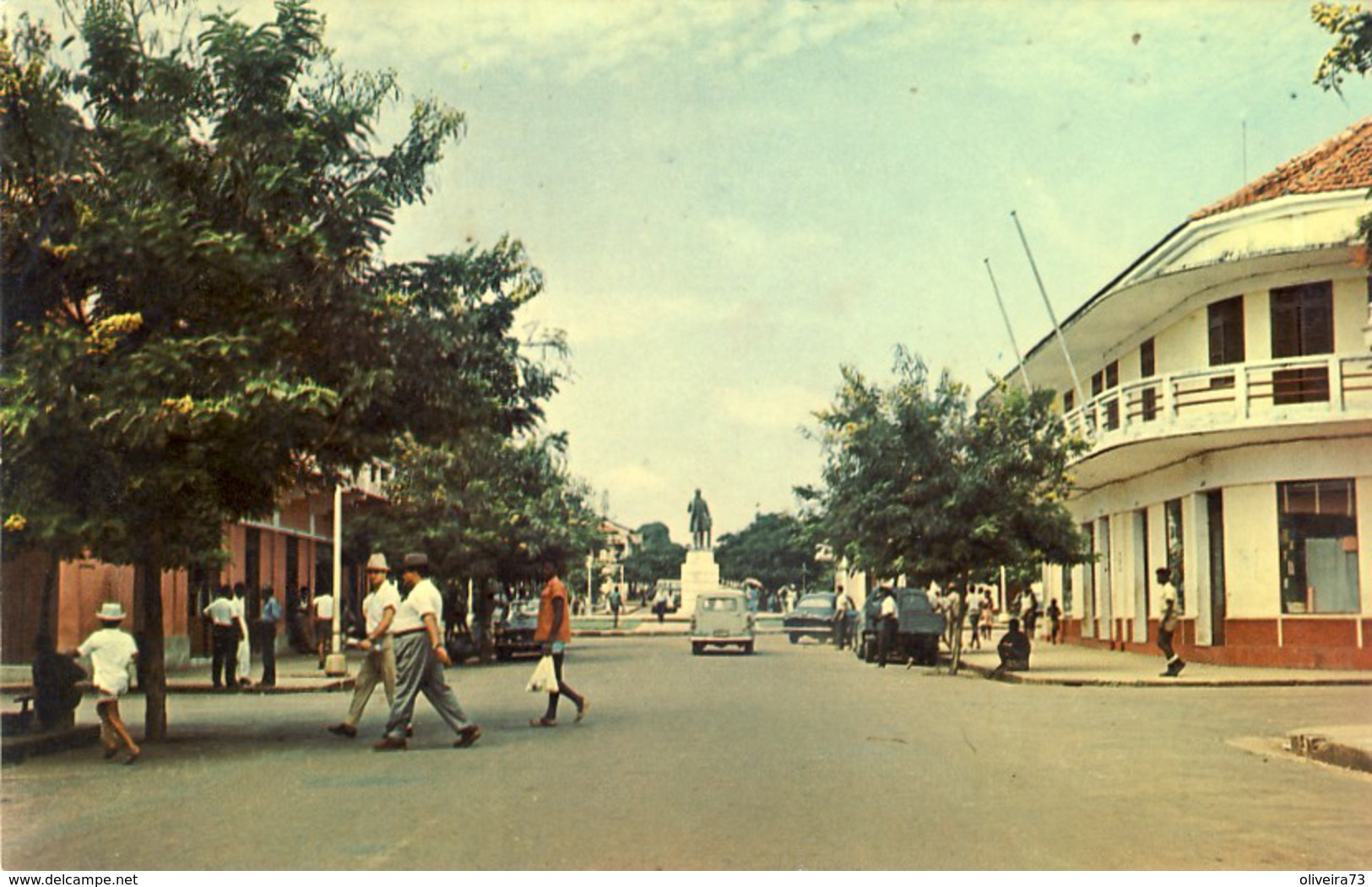
Aspecto da avenida Domingos Ramos, na década de 1960.

Em 22 de abril de 1950 a cidade ganha sua primeira instituição liceal, o Colégio-Liceu de Bissau (actual Liceu Nacional Kwame N'Krumah); anteriormente, em 1946, já funcionava a Escola de Enfermagem da Guiné, a primeira instituição de ensino superior da nação, fechada no auge da Guerra de Independência da Guiné-Bissau.
Foi em Bissau que ocorreu o fatídico episódio do Massacre de Pidjiguiti, ocorrido em 3 de agosto de 1959, no porto de Bissau, gatilho da guerra de independência contra o domínio português, antecedendo e provocando o início da guerrilha do Partido Africano da Independência da Guiné e Cabo Verde (PAIGC).
Já em setembro de 1974, com o reconhecimento da independência da Guiné-Bissau, tornou-se capital desse país independente; como parte dos planos delineados pelo PAIGC no seu primeiro congresso, os distritos são substituídos por regiões, com o antigo distrito de Bissau sendo separado em dois: a zona urbana da capital nacional torna-se o "Sector Autónomo de Bissau" (única região com características jurídico-administrativas especiais do país), enquanto que a zona mais interiorana forma a nova região de Biombo, com capital na cidade de Quinhamel.
Entre 1998 e 1999 Bissau sofreu com a violenta Guerra Civil na Guiné-Bissau, que opôs facções políticas que disputavam o poder executivo nacional. Cerca de 300 mil bissauenses foram deslocados, causando a morte de milhares de pessoas.

## Geografia

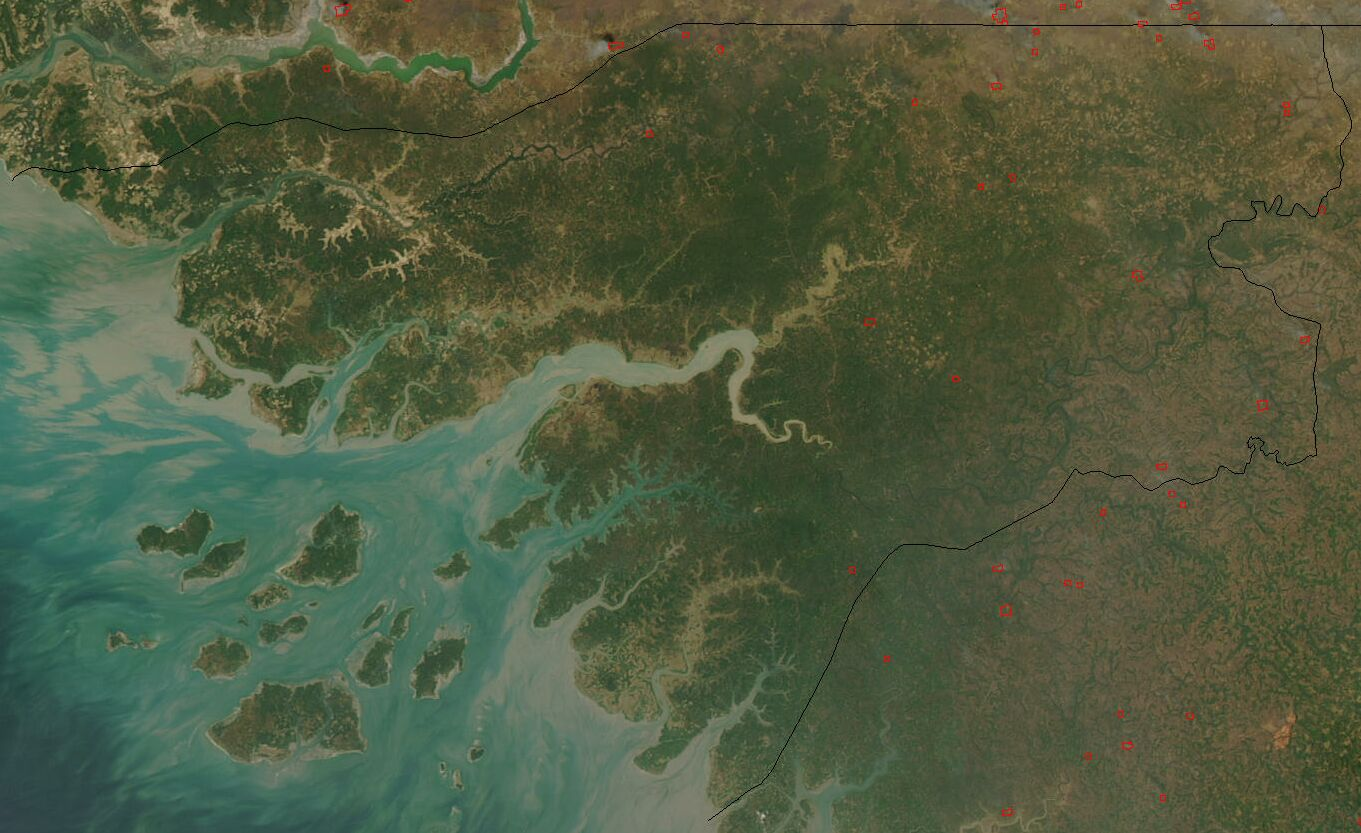
Imagem de satélite da Guiné-Bissau destacando, ao centro, o rio Geba. O ponto vermelho representa a cidade de Bissau.

Bissau está situada na costa oeste da Guiné-Bissau, às margens do estuário do rio Geba, próximo do Oceano Atlântico, com uma altitude de 39 metros. As terras adjacentes à cidade são de altitudes muito baixas, o que também permite que o rio seja acessível a grandes navios, muito embora esta capacidade se dê somente até cerca de 95 quilómetros além da cidade.
Bissau forma uma imensa região conurbada, a virtual Região Metropolitana de Bissau. A conurbação se dá no raio adjacente formado após os limites do Sector Autónomo de Bissau, incluindo as localidades de Safim, Prabis e Nhacra.

### Hidrografia
Pode-se dizer que Bissau, e por extensão o Sector Autónomo, estão cercados por águas, já que a mancha urbana está localizada na ilha de Bissau, que é delimitada pelo estuário do Geba (sul), pelo rio Mansoa (norte) e pelo canal do Impernal (leste). Embora o rio Mansoa seja o limite da ilha, não é o limite do Sector Autónomo, este ficando no rio Ondoto, o maior fornecedor de água potável de Bissau.

### Clima
Segundo a classificação climática de Köppen-Geiger, o clima de Bissau pode ser classificado como clima de savana (Aw/As) com temperaturas estáveis (média de 26 °C), já que não apresenta umidade suficiente para caracterizar um clima de monções. No entanto, é um clima mais úmido que muitos outros de seu tipo. Não chove muito nos meses de novembro a maio, permanecendo o maior volume de precipitações concentrado nos meses restantes. No total anual, Bissau recebe o equivalente a pouco mais de 2 020 mm de chuva. Nos meses de junho a outubro, período mais chuvoso, e até mesmo nos três meses anteriores, a alta umidade provoca um calor considerado extremamente desconfortável.
| Dados climatológicos para Bissau                     | Dados climatológicos para Bissau | Dados climatológicos para Bissau | Dados climatológicos para Bissau | Dados climatológicos para Bissau | Dados climatológicos para Bissau | Dados climatológicos para Bissau | Dados climatológicos para Bissau | Dados climatológicos para Bissau | Dados climatológicos para Bissau | Dados climatológicos para Bissau | Dados climatológicos para Bissau | Dados climatológicos para Bissau | Dados climatológicos para Bissau |
| Mês                                                  | Jan                              | Fev                              | Mar                              | Abr                              | Mai                              | Jun                              | Jul                              | Ago                              | Set                              | Out                              | Nov                              | Dez                              | Ano                              |
| ---------------------------------------------------- | -------------------------------- | -------------------------------- | -------------------------------- | -------------------------------- | -------------------------------- | -------------------------------- | -------------------------------- | -------------------------------- | -------------------------------- | -------------------------------- | -------------------------------- | -------------------------------- | -------------------------------- |
| Temperatura máxima recorde (°C)                      | 36,7                             | 38,3                             | 38,9                             | 41,1                             | 39,4                             | 35,6                             | 33,3                             | 32,8                             | 33,9                             | 34,4                             | 35,0                             | 35,6                             | 41,1                             |
| Temperatura máxima média (°C)                        | 31,1                             | 32,8                             | 33,9                             | 33,3                             | 32,8                             | 31,1                             | 29,4                             | 30,0                             | 30,0                             | 31,1                             | 31,7                             | 30,6                             | 31,5                             |
| Temperatura mínima média (°C)                        | 17,8                             | 18,3                             | 19,4                             | 20,6                             | 22,2                             | 22,8                             | 22,8                             | 22,8                             | 22,8                             | 22,8                             | 22,2                             | 18,9                             | 21,1                             |
| Temperatura mínima recorde (°C)                      | 12,2                             | 13,3                             | 15,6                             | 16,7                             | 17,2                             | 19,4                             | 19,4                             | 19,4                             | 19,4                             | 20,0                             | 15,0                             | 12,8                             | 12,2                             |
| Precipitação (mm)                                    | 0,5                              | 0,8                              | 0,5                              | 0,8                              | 17,3                             | 174,8                            | 472,5                            | 682,5                            | 434,9                            | 194,8                            | 41,4                             | 2,0                              | 2 022,8                          |
| Insolação (h)                                        | 248                              | 226                              | 279                              | 270                              | 248                              | 210                              | 186                              | 155                              | 180                              | 217                              | 240                              | 248                              | 2 707                            |
| Fonte: Sistema de Clasificación Bioclimática Mundial |                                  |                                  |                                  |                                  |                                  |                                  |                                  |                                  |                                  |                                  |                                  |                                  |                                  |

### Demografia
Bissau tem, segundo o censo 2009, uma população de 384 960 habitantes. Considerando-se uma área de 77 quilômetros quadrados, isso corresponde a uma densidade de 4 187 habitantes por quilómetro quadrados. Compreende 25,19% da população total e mais de 64% da população urbana do país.
Evolução demográfica de Bissau
Centro cosmopolita, é em Bissau que há a representação de todos os povos guineenses, havendo, no entanto, uma maioria de balantas (20,5%), fulas (18,0%) e papéis (15,7%), com importantes minorias de mandingas, beafadas, felupes, manjacos, nalus e bijagós, registrando-se numerosos grupos de descendentes de portugueses e cabo-verdianos, além de relevantes comunidades cubanas, chinesas e brasileiras.

### Religião
A maioria da população bissauense é cristã (40,2%), com os muçulmanos correspondendo a 34,2% e os animistas a 7,9%.
Entre os lugares de culto, existem principalmente igrejas e templos cristãos Católicos Romanos (sob coordenação da Diocese de Bissau), da Igreja Batista, da Igreja Adventista do Sétimo Dia e da Igreja Universal do Reino de Deus. Existem também inúmeras mesquitas muçulmanas.

## Política

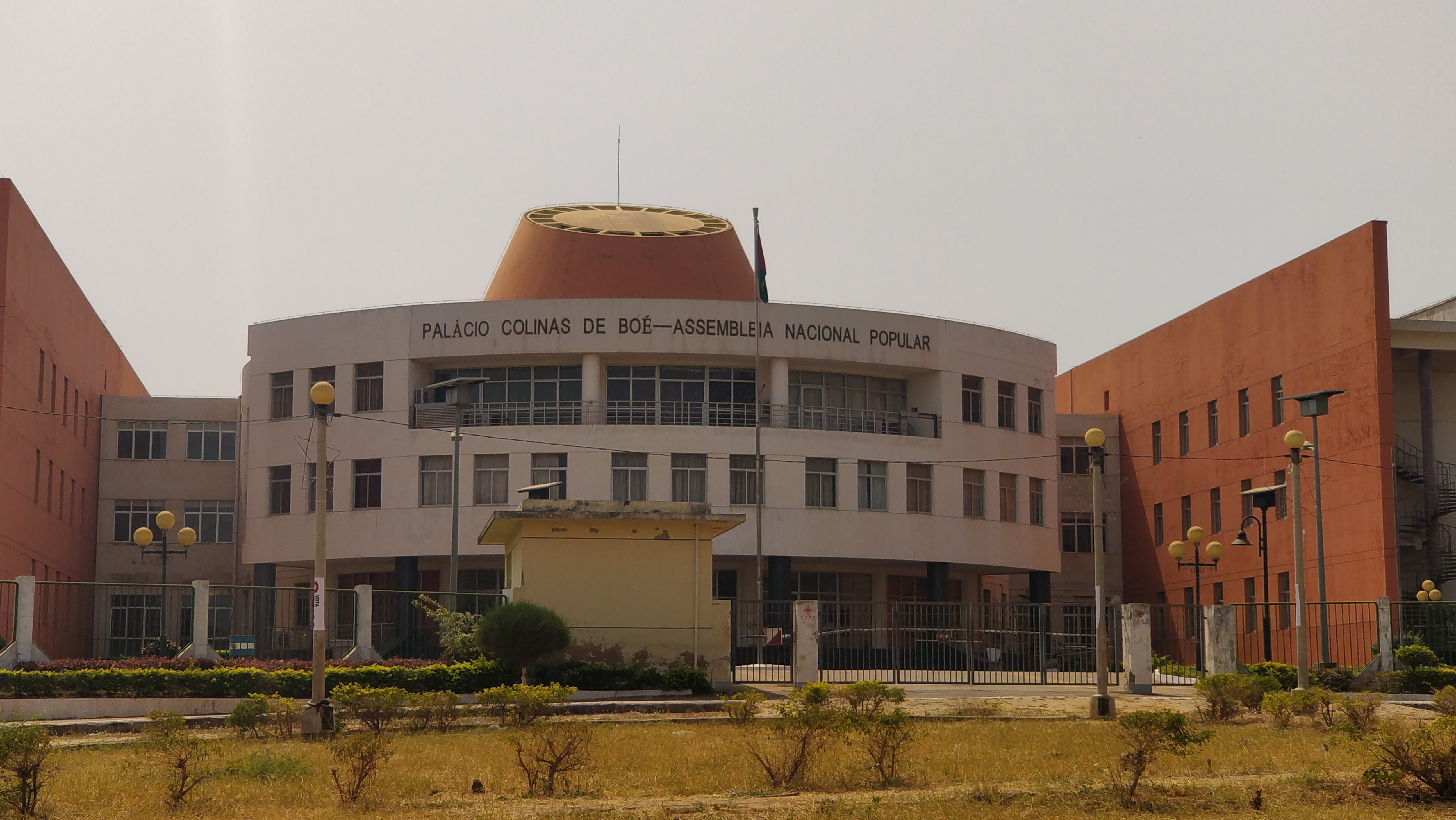
Palácio Colinas de Boé, sede da Assembleia Nacional Popular, em 2019.

A cidade de Bissau é localmente administrada por uma câmara municipal, com o apoio do Ministro da Administração Territorial. Através de seus diversos órgãos (consultivos, deliberativo, de concepção, apoio e coordenação e operativos), a câmara administra a área dentro da jurisdição da cidade e do sector autónomo.
Actualmente, o presidente da câmara é Luís Silva de Melo, ao qual estão diretamente subordinados o seu gabinete, o conselho directivo, a Polícia do Sector Autónomo de Bissau e outros dois gabinetes. O vice-presidente é o arquitecto Fernando Arlete, ao qual se submetem o conselho técnico e três direcções. E há, ainda, uma secretária geral, responsável diretamente por outras três direcções.
O governo da Guiné-Bissau também localiza-se em Bissau, já que esta é a capital do país. Na cidade, há a sede da presidência da República, do primeiro-ministro e os outros ministérios e da Assembleia Nacional Popular.

### Relações exteriores
Através de acordos feitos pela Câmara Municipal, Bissau é cidade-irmã das seguintes cidades:
- Águeda, Portugal[33]
- Lisboa, Portugal[33][34]
- Moura, Portugal[33]
- Praia, Cabo Verde[35]
- Taipé, Taiwan[36]

Além disso, a cidade de Bissau participa da União das Cidades Capitais Luso-Afro-Américo-Asiáticas (UCCLA), que une capitais de vários países de língua portuguesa, e prepara mais acordos com cidades do Brasil, Angola, Gâmbia, França e Senegal.
Por ser a capital da Guiné-Bissau, em Bissau encontram-se as embaixadas de diversos países que mantém relações diplomáticas com o país. São elas: África do Sul, Angola, Brasil, China, Cuba, Espanha, França, Gâmbia, Guiné-Conacri, Líbia, Nigéria, Estado da Palestina, Portugal, Rússia e Senegal. Existe ainda o escritório permanente da Comunidade Económica dos Estados da África Ocidental, as missões da Comunidade dos Países de Língua Portuguesa e do Gabinete Integrado das Nações Unidas para a Consolidação da Paz na Guiné-Bissau, uma delegação da União Européia, um escritório consular da Alemanha e um escritório de ligação dos Estados Unidos. Anteriormente residente, a embaixada dos Estados Unidos, no entanto, suspendeu suas atividades em 14 de junho de 1998. A partir de então, o embaixador dos Estados Unidos na Guiné-Bissau passou a residir em Dacar, no Senegal.

## Economia

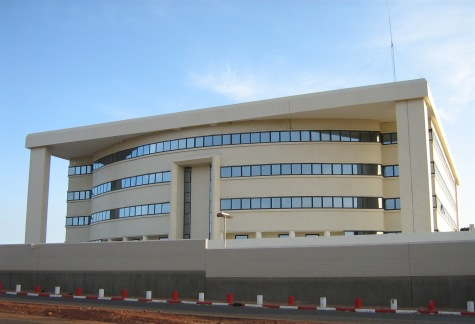
Edifício da Agência do Banco Central dos Estados da África Ocidental em Bissau, em 2007.

Motor económico da nação, Bissau é um ponto de forte atração, pois nela se concentram a grande maioria das actividades económicas e se agrupam as infraestruturas de tipo agrícola-extrativista, industrial, comercial, de serviços e de logística. Entre os três grandes setores, seu sustentáculo está no terciário, que conglomera comércio, serviços e logística.

### Agropecuária e extrativismo
Bissau já não tem forte ligação com a produção agrícola e de pecuária como teve no passado, até antes da independência da nação, visto que pelo planejamento do ainda recém-fundado Estado guinéu-bissauense, a cidade deveria ser o ponto de distribuição de bens e produtos para o resto do país e exterior, servindo como o centro dos Armazéns do Povo. Característica essa tornou fatal o processo de êxodo rural, eliminando o bolsão agrícola que anteriormente cercava as imediações da capital.
Subsistiu do sector primário a actividade pesqueira (artesanal e mecanizada) e marisqueira, que ainda tornam a cidade o maior centro dessas atividades no país, abastecendo os bissauenses, as demais cidades da nação e até regiões de Guiné e Senegal.

### Indústria
Bissau possui, de longe, o maior parque industrial guinéu-bissauense, especializado basicamente em transformação e semi-beneficiamento de produtos agrícolas, fabricando polpas (maioritariamente de caju), doces, óleos, grãos ensacados, carnes, derivados de leite, cigarros, bebidas (a maior fábrica é da Africa Bottling Company Lda), etc..
Há ainda uma actividade fabril de movelaria, de produtos de limpeza, têxteis (incluindo colchões e sapatos), de química pesada, de materiais de construção e uma efémera metalurgia, voltada principalmente para reparos de máquinas e estalagem de embarcações.

### Comércio, serviços e logística
O maior sector empregador em Bissau é, sem dúvidas, o comercial, dado que a cidade é o centro de importação e exportação da nação, centrado no porto de Geba-Bissau. A característica marcante do sector comercial é a extrema informalidade, em contraposição ao pequeno número de supermercados e centros de compras formais. O mercado informal e retalhista fornece à cidade principalmente frutas, legumes, verduras, grãos, ovos, carnes, leite, alimentos pré-prontos e de rua, produtos de fabricação artesanal, componentes electrónicos de baixa inovação, roupas e calçados. Para efeitos de comparação, o Instituto Nacional de Estudos e Pesquisa considerou que, em 2001, o Mercado de Bandim, no bairro de mesmo nome, tinha volume de negócios diário na ordem de um milhão de dólares.
Ao fornecer uma imensa gama de serviços financeiros, de saúde, de educação, de entretenimento, de mídia — dado que sedia a Agência de Notícias da Guiné, a TV Guiné-Bissau e outros médias —, de telecomunicações, além de serviços hoteleiros turísticos, Bissau é o maior centro de serviços e turismo da região.
Por último, dado sua característica como terminal flúvio-marítimo, rodoviário e aéreo, Bissau possui uma relevante massa salarial registada nos serviços de logística, sendo que o foco está em seu porto, um dos mais movimentados da costa norte-ocidental africana.

## Infraestrutura

### Energia eléctrica

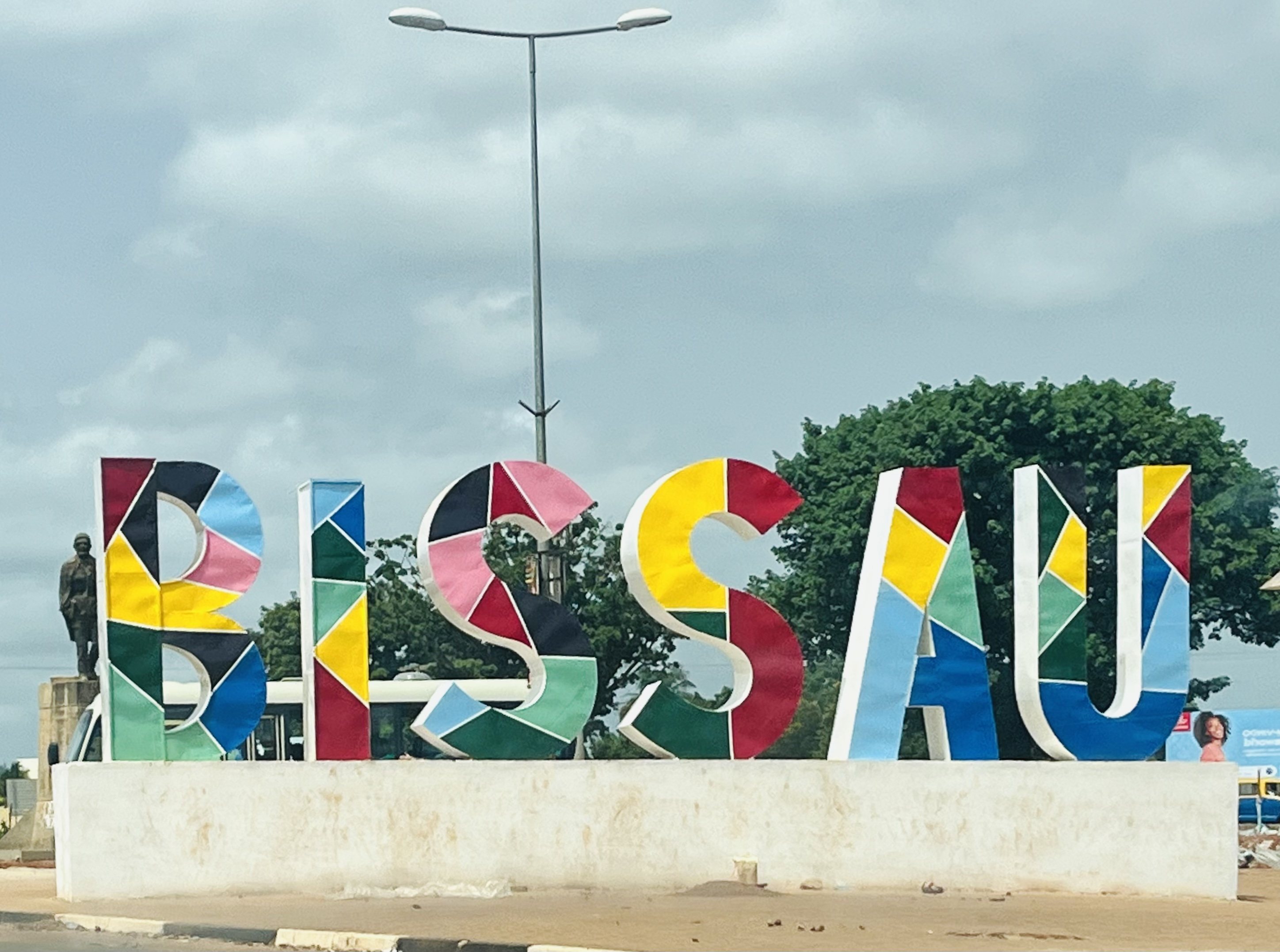

O fornecimento de energia eléctrica é garantido a Bissau pela empresa Eletricidade e Águas da Guiné-Bissau (EAGB). Porém, assim como em todo o país, a energia eléctrica é extremamente instável, quando não rara em quase toda capital. Apagões eléctricos são muito comuns à noite. Isso ocorre porque, até 2019, havia uma única central geradora (Central Termeléctrica de Bissau, a gasóleo, de propriedade da empresa britânica Aggreko), ainda herança da era colonial, com capacidade de geração de somente 11 megawatts (MW), com 13 MW de capacidade instalada, diante de uma necessidade de abastecimento de cerca de 30 MW, carecendo assim da construção de uma ligação aos sistemas eléctricos isolados do restante do país; em 2019 uma linha de transmissão da Central Hidroeléctrica de Kaleta, na Guiné-Conacri, ligou-se com Bissau, enquanto que o governo nacional fechou acordo para construção de uma central hidreléctrica flutuante, para aumentar a disponibilidade eléctrica para 36 MW. Ainda assim, a energia não chega em todos os bairros de Bissau, diminuindo a possibilidade de expansão do parque industrial local. O furto/pirataria de energia é outro problema crónico, pois eleva as tarifas para o consumidor, além de ser o causador mais comum de cortes, quedas de fornecimento e acidentes. A população de baixa renda é obrigada a recorrer a lenhas, carvão e velas para ter iluminação noturna.

### Educação

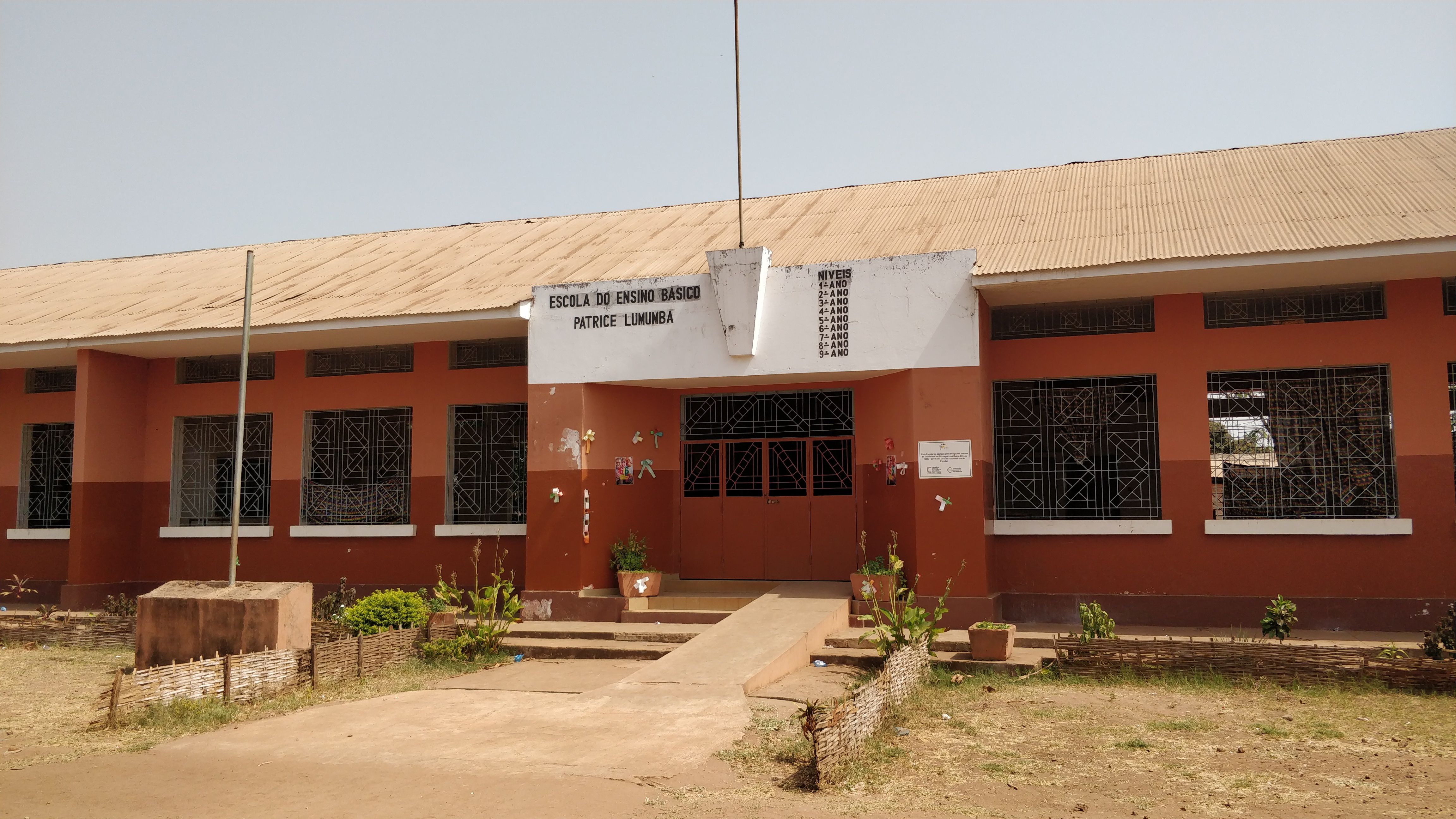
Escola do Ensino Básico Patrice Lumumba, em 2019.

Na educação superior, a cidade sedia a única universidade pública do país, a Universidade Amílcar Cabral. A reitoria etá localizada no Complexo Escolar 14 de Novembro, no bairro de Ajuda. Outras congêneres públicas são a Faculdade de Medicina Raúl Diaz Arguelles, a Faculdade de Direito de Bissau, a Escola Nacional de Administração, a Escola Normal Superior Tchico Té, a Escola Nacional de Educação Física e Desporto e a Escola Nacional 17 de Fevereiro. Outras instituições de ensino superior importantes incluem a Universidade Católica da Guiné-Bissau, a Universidade Jean Piaget da Guiné-Bissau e a Universidade Lusófona da Guiné-Bissau, a Universidade Guiné-Bissau Brasil Holanda e a Universidade Nova da Guiné. A Universidade Colinas de Boé também atende aos bissauenses, pois fica nos limites da cidade-sector de Safim com Bissau.

### Fornecimento de água e saneamento
Já em questões de abastecimento de água, a população de Bissau geralmente conta com poços de lençol freático, que supria 90% da demanda, via torneiras públicas e poços privados. A empresa Eletricidade e Águas da Guiné-Bissau (EAGB), gestora do sistema, registra somente dez mil hidrômetros, um número consideravelmente inferior ao número de residências da capital. As tubulações e adutoras são antigas, principalmente do modelo de ferro galvanizado, mais vulneráveis à corrosão e exposição a fontes de contaminação. A rede pública de distribuição da EAGB supria, em 2010, 50% da área urbana de Bissau. Quatro estações de bombeamento eram as responsáveis por suprir a cidade, porém sofriam com constantes problemas de furto de combustíveis e de equipamentos, além de perda de 50% do volume disponível em função de vazamentos das tubulações. A única região do Sector Autónomo com abastecimento minimamente satisfatório era Bissau-Velho. O restante da população coleta água diretamente de poços, fonte insegura e com grande risco de contaminação por causa da falta de saneamento e da existência de fossas/latrinas sanitárias geralmente muito próximas às fontes.
Já o esgotamento sanitário do Sector é extremamente precário, geralmente com disposição de águas residuais no solo (latrinas), factor de risco muito grande de contaminação do lençol freático, importante meio de abastecimento de água potável para a população. Até 2010 somente Bissau-Velho possuía sistema de coleta de esgoto, porém com persistentes problemas de vazamentos e contaminação do lençol freático, para posterior disposição em tanques sépticos e sumidouros, que voltam a contaminar o solo e as águas.

### Saúde
Em matéria de saúde, a cidade dispõe de muitas unidades de cuidados básicos e intermediários, além dos melhores hospitais para alto-risco, especialidades, urgência e emergência de toda Guiné. Nesse sentido destacam-se o Hospital Nacional Simão Mendes, o Hospital Militar da Guiné-Bissau, Hospital Raoul Follereau e o Hospital 3 de Agosto, além de inúmeras clínicas e policlínicas.

### Segurança pública

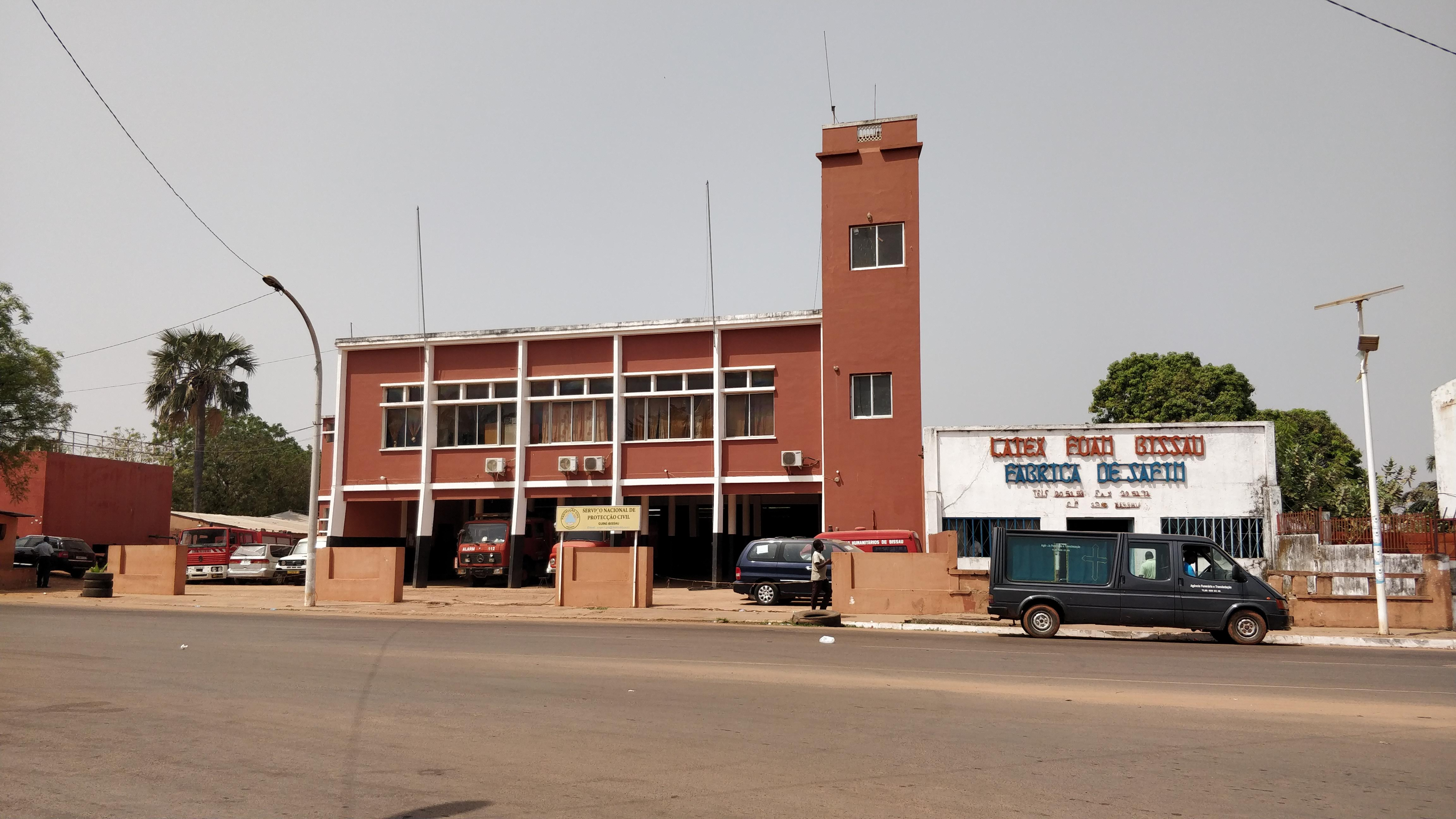
Quartel-General dos Serviços de Protecção Civil e dos Bombeiros da Guiné-Bissau, em Bissau, em 2019.

Bissau possui um confortável aparato de segurança pública, contando com batalhões de todas as quatro forças – Polícia Judiciária, Polícia de Ordem Pública, Guarda Nacional e Serviço de Informação – e ainda uma unidade central de capacitação funcional, o Centro de Formação das Forças de Segurança. Existe ainda o batalhão central dos Serviços de Protecção Civil e dos Bombeiros da Guiné-Bissau. Além das forças nacionais, é a única unidade administrativa do país que consegue manter corpo policial próprio, a Polícia do Sector Autónomo de Bissau (apelidada de polícia municipal).
As ocorrências mais comuns na cidade são de furtos e roubos, principalmente à noite, sendo que Bissau e arredores não sofrem com os surtos de violência registrados nas demais capitais nacionais africanas, sendo assim relativamente segura.

### Comunicações
Bissau dispõe de serviços de telefonia fixa e móvel, bem como de serviços de rede por cabo e rede móvel (já com tecnologia (4G/LTE). A principal empresa de telefonia fixa e rede por cabo é a Guiné Telecom, enquanto que a telefonia e a internet móvel são fornecidas pelas empresas Guinetel (nacional e de capital misto), Orange Bissau (grupo franco-senegalês Orange Sonatel) e MTN (sul-africano; anteriormente Areeba, de propriedade da Investcom e Spacetel Guiné-Bissau).
Em sinais de televisão aberta, existem os canais RTP África, TV Guiné-Bissau e Televisão da Guiné-Bissau, e; entre as operadoras de rádio, há transmissões da Rádio Pindjiguiti, da Rádio Bombolom, da Rádio Sol Mansi, da Rádio Jovem Bissau, da Rádio Nossa-Bissau, da RDP África e da Radiodifusão Nacional da Guiné-Bissau. Na mídia impressa, o jornal de maior popularidade é o estatal No Pintcha, contando também com os meios privados Expresso Bissau, Gazeta de Notícias, Bantabá de Nobas, Última Hora e O Democrata; geralmente os serviços noticiosos locais são garantidos pela Agência de Notícias da Guiné. Os serviços postais, de encomendas e de cargas da cidade são geridos pelos Correios da Guiné-Bissau.

### Transportes

#### Porto e serviço de balsas

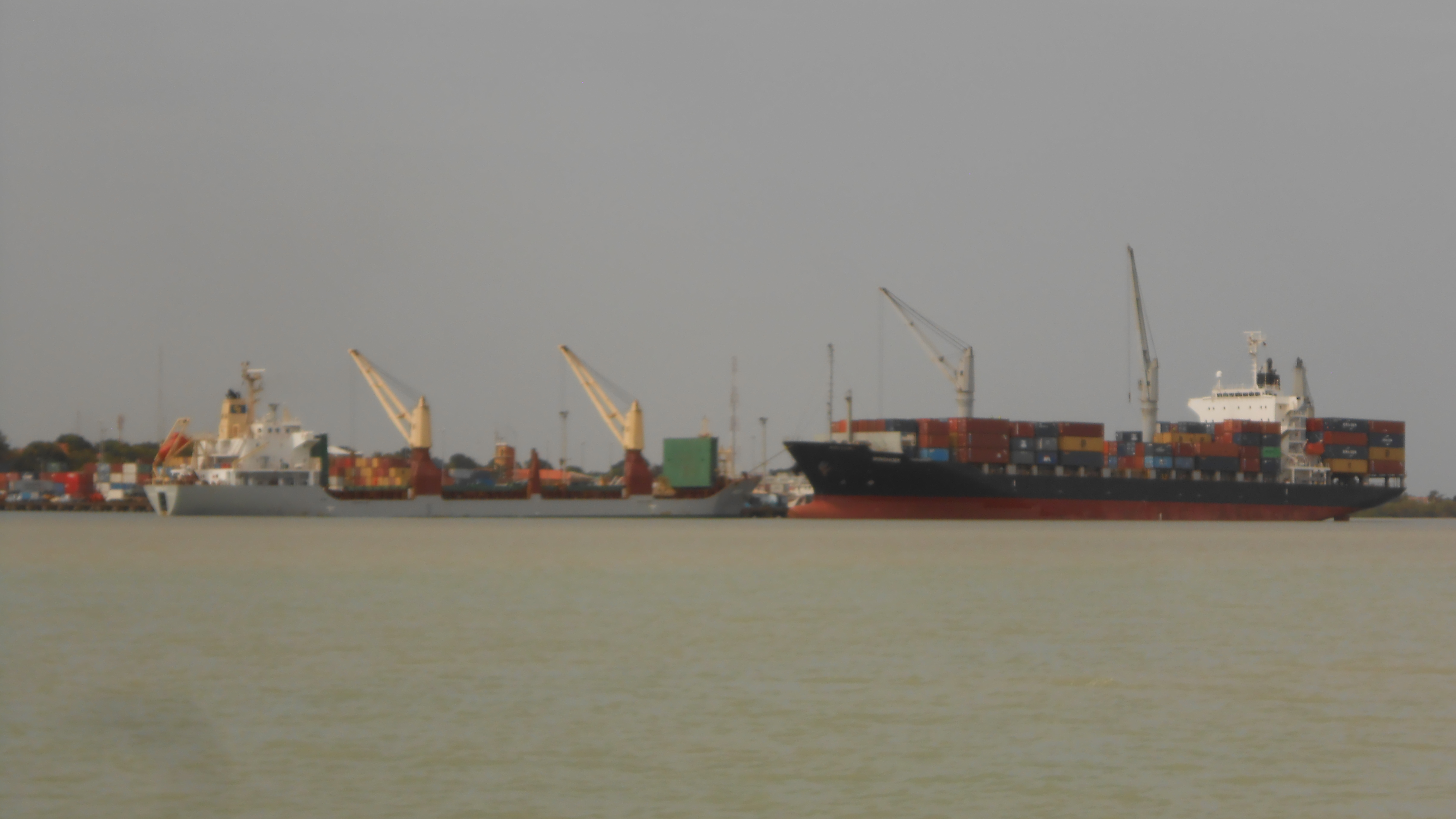
Navio porta-contentores panamax Windhoek estacionado no porto de Bissau, em 2017.

O mais vital porto guinéu-bissauense é o Porto de Geba-Bissau, no grande estuário do Geba; o estuário permite a formação de um porto natural, que serve principalmente como ponta para exportações de café, borracha, madeira, algodão e açúcar.
Há serviço de balsas regular partindo do porto de Geba-Bissau para o ilhéu do Rei, para Bubaque e para a vila de Enxudé (no sector de Tite).

#### Aeroporto
Na cidade de Safim, bairro de Bissalanca, conurbada à Bissau, há o Aeroporto Internacional Osvaldo Vieira, o maior e mais movimentado aeroporto do país, sendo também o único que recebe voos internacionais.

#### Rodovias e avenidas
A principal rodovia de ligação de Bissau ao restante do território nacional é a Nacional nº 2 (N2/TAH 7/Rodovia Dacar–Lagos), que a liga às localidades de Enxudé e Tite (ao sul) e Bissalanca e Safim (ao norte). Dentro de Bissau essa rodovia é sobreposta às avenidas Francisco Mendes e dos Combatentes da Liberdade da Pátria. Entre Enxudé e Bissau não há pontes, com a ligação sendo feita por balsas para transpor o imenso estuário do rio Geba.
Outra rodovia de ligação em Bissau é a L1, que a liga com a cidade de Prabis e à praia de Suru, ao oeste, e a Nhacra, ao nordeste. Ainda no arco metropolitano de Bissau, partindo do bairro de Bissalanca (já no sector de Safim) há acesso à Quinhamel, ao noroeste, com a L2, e; também partindo de Safim, há acesso à Nhacra e Bambadinca, pela N1, ao leste.

## Cultura e lazer
Em função da grande miscigenação de etnias, Bissau é o grande centro cosmopolita da Guiné-Bissau, onde florescem artes, música, gastronomia, arquitetura, dança e tradições de todos os povos do país. Também é o grande centro de atrativos de lazer da nação.

### Cultura
Entre as manifestações culturais-religiosas destaca-se o festejo e a procissão da Imaculada Conceição em Bissau, além dos festejos de Nossa Senhora da Candelária, ambas as celebrações organizadas pela diocese de Bissau. Dada a população muçulmana bissauense, o ramadão de Bissau também é uma celebração importante, bem como o curioso "Natal Sincrético de Bissau", que reúne cristãos e muçulmanos. A mais popular festa da cidade é o carnaval de rua, realizado anualmente.

### Lazer

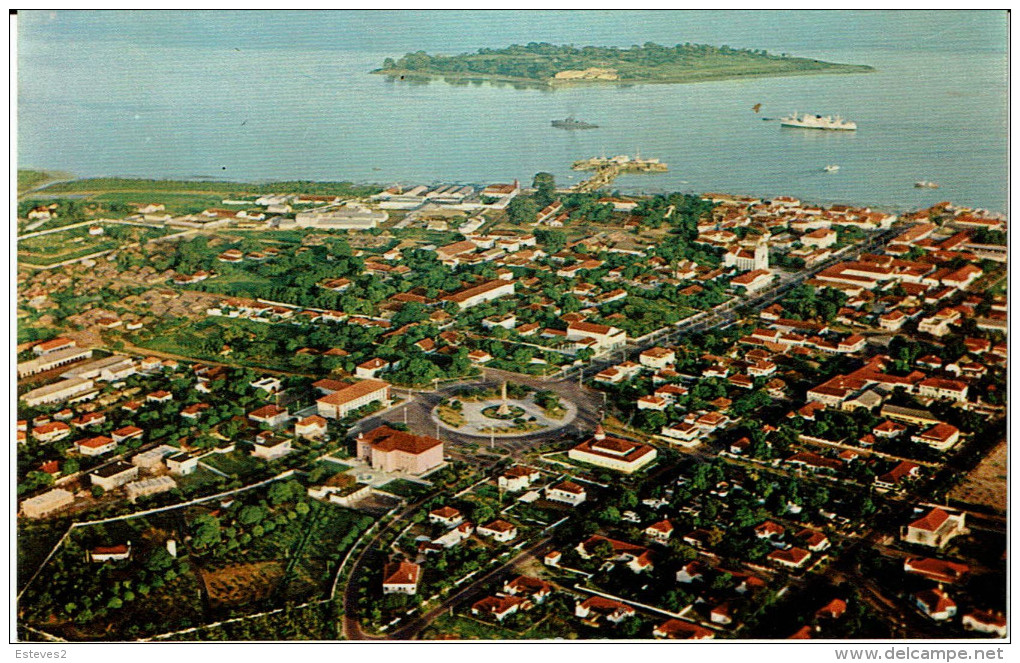
Bissau-Velho, o centro histórico da cidade, e o ilhéu do Rei, em imagem aérea de 1960.

Bissau possui um imenso património histórico-arquitectónico, que faz dela uma das mais belas capitais do continente, principalmente no bairro/setor conhecido como Bissau-Velho, onde está localizado o Mercado de Bandim, o Edifício dos Correios, o Farolim da Catedral de Bissau, a Fortaleza d'Amura, contendo o mausoléu de Amílcar Cabral (líder nacionalista que ajudou a fundar o Partido Africano pela Independência da Guiné e Cabo Verde – PAIGC), o edifício do Instituto Nacional de Artes da Guiné-Bissau, edifício da Câmara de Comércio de Bissau (de autoria do arquitecto português Jorge Ferreira Chaves, actual sede do PAIGC) e das imponentes Sé-Catedral de Nossa Senhora da Candelária e Mesquita de Attadamun. Vários dos seus edifícios foram arruinados durante a guerra civil, incluindo o Palácio Presidencial e o Centro de Cultura Francesa da Guiné-Bissau. Há ainda locais de interesse para conhecimento histórico, como é o caso do Museu Etnográfico Nacional de Bissau e do Museu Militar da Luta de Libertação Nacional.
Entre os locais importantes erguidos no pós-independência da capital há o monumento do Memorial Pidjiguiti, construído em homenagem aos pescadores, barqueiros e apeadores mortos na Greve das Docas de Bissau, em 3 de agosto de 1959; outros monumentos incluem o Palácio Colinas de Boé, o Palácio do Governo da Guiné-Bissau, a Ponte Amílcar Cabral, o Edifício do Banco Central dos Estados da África Ocidental, entre outros.
Entre os atractivos naturais há várias praias, como a do Suro, e os ilhéus do Rei e de Bandim.

#### Desportos
A principal prática desportiva bissauense é o futebol, tanto que as principais equipas futebolísticas da nação estão sediadas na cidade, dentre elas a União Desportiva Internacional de Bissau, o Sporting Clube de Bissau, o Sport Clube dos Portos de Bissau, o Sport Bissau e Benfica e o FC Cuntum. Para a prática desportiva há o Complexo Desportivo Lino Correia e o Estádio Nacional 24 de Setembro.